# Rękaw (wskaźnik wiatru)

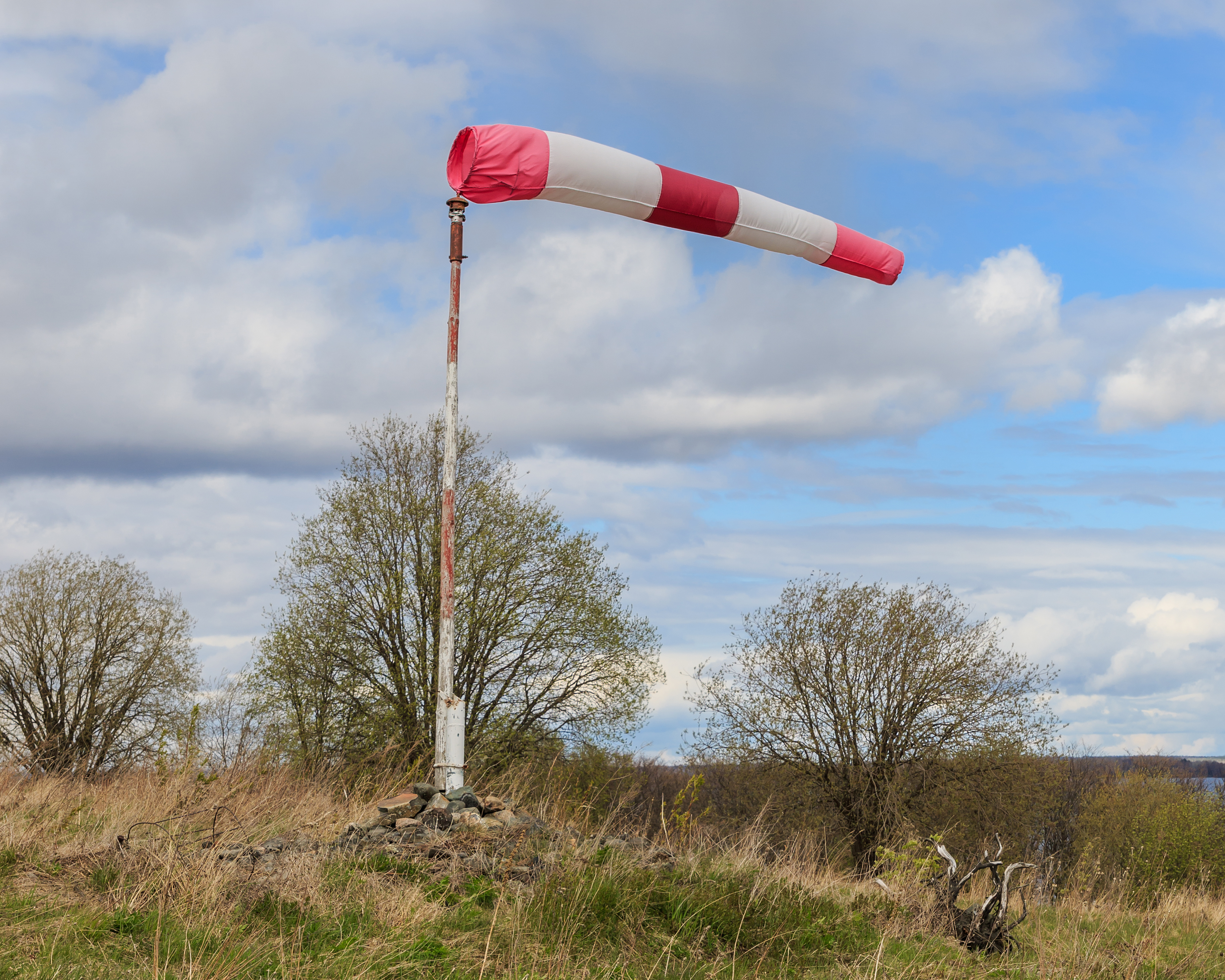
Rękaw na wyspie Kiży w Rosji

Znak ostrzegawczy A-19: boczny wiatr z wizerunkiem rękawa

Rękaw (wskaźnik wiatru), pot. skarpeta – uszyta z lekkiej tkaniny nieco zwężająca się rura szerszym końcem przymocowana do obrotowego pierścienia na końcu masztu, służąca jako wskaźnik kierunku wiatru (wiatrowskaz). Rękawy wykonywane są z tkaniny o jaskrawych, odróżniających się od tła kolorach, zwykle w pasy biało-czerwone.
Rękaw poza pokazywaniem kierunku wiatru pozwala z dużym przybliżeniem, na podstawie jego wypełnienia, szacować prędkość wiatru.
Umieszczany jest na lotniskach, lądowiskach, masztach statków, drogach szybkiego ruchu przy wyjazdach na odsłonięte przestrzenie, przy obiektach przemysłowych, w czasie zawodów sportowych lub imprez lotniarskich lub modelarskich.
Rękaw ustawia się w kierunku, w którym wieje wiatr. Przykładowo, gdy wiatr wieje z południa rękaw skierowany jest na północ, gdy wiatr wieje z zachodu rękaw skierowany jest na wschód itd. Więc rękaw skierowany na północ wskazuje wiatr południowy, rękaw skierowany przykładowo na wschód wskazuje wiatr zachodni itd.

## Koi-nobori
Japońskie flagi koi-nobori mają kształt rękawa z namalowanym karpiem i są symbolem święta Tango no sekku, obchodzonego w Japonii jako Dzień Dziecka.